# Eremogone androsacea
Eremogone androsacea là loài thực vật có hoa thuộc họ Cẩm chướng. Loài này được Valery Ivanovich Grubov mô tả khoa học đầu tiên năm 1955 dưới danh pháp Arenaria androsacea. Năm 1973 Sergei Sergeevich Ikonnikov chuyển nó sang chi Eremogone.

## Tên gọi
Tên gọi trong tiếng Trung là 点地梅状老牛筋 (điểm địa mai trạng lão ngưu cân).

## Mô tả
Cây thảo sống lâu năm. Rễ mập; rễ con nhiều. Thân có khớp nối, nhiều nhánh, thanh mảnh, 5-10 cm × ~1 mm, nhẵn nhụi. Phiến lá thẳng-hình dùi, 0,5-1,5 cm × ~1 mm, mép hơi uốn ngược, đỉnh có gai. Cụm hoa là xim 1-3 hoa; trục cụm hoa rậm lông tuyến; lá bắc hình trứng-hình mác, 2-3 mm, mép khô xác rộng màu trắng, đỉnh nhọn. Cuống hoa rậm lông tuyến. Lá đài 5, hình trứng-hình mác, 3-5 × 1-2 mm, có lông tuyến ở mặt xa trục, 1 gân, đáy mở rộng, mép có màng hẹp, đỉnh nhọn. Cánh hoa 5, màu trắng, hình tròn-hình trứng ngược, dài hơn lá đài, đỉnh hơi gợn sóng. Đĩa hoa có 5 tuyến. Nhị hoa 10; chỉ nhị dài bằng lá đài. Bầu nhụy hình trứng. Vòi nhụy 3, ~2 mm. Quả nang hình trứng, hơi dài hơn các lá đài bền, 3 mảnh vỏ; mảnh vỏ chẻ 2 khe ở đỉnh. Ra hoa và tạo quả tháng 7-9.

## Phân bố
Loài bản địa Mông Cổ, Trung Quốc (Cam Túc, Nội Mông, Ninh Hạ, Thanh Hải, Tân Cương). Môi trường sống là miền núi ở cao độ 2.300-4.200 m.

## Lưu ý
Danh pháp Arenaria androsacea được Nicolas Charles Seringe đề cập lần đầu tiên năm 1824 (dẫn chiếu tới mô tả của Friedrich Ernst Ludwig Fischer trước đó) như là đồng nghĩa của Arenaria otitoides. Tuy nhiên, nó là danh pháp không hợp lệ (nom. inval.) và hiện nay nó được coi là đồng nghĩa của Eremogone rigida (M.Bieb.) Fenzl, 1833.